# Good Company (퀸의 노래)
〈Good Company〉는 영국의 록 밴드 퀸이 부른 노래로 브라이언 메이가 작곡했다. 메이는 또한 "진정한 알로하" 밴조 유크를 연주했고 트랙의 모든 보컬을 제공했다.

## 구조
이 곡의 핵심은 퀸 노래 카탈로그에서 상대적으로 드문 F#장조다. 총 7개의 구절이 있고 그 중 3개가 기악이다. 첫 번째 악기는 운율을 부분적으로 모방한다. 주로 구절과 동일한 화음을 가진 두 개의 합창만 있다. B 구절도 똑같은 리드 선율을 가지고 있다. 이 노래에는 또한 주로 구절 테마인 두 개의 솔로곡과 그에 의해 분리된 다리가 포함되어 있다.